# Círculo Bowood
O círculo Bowood (em inglês: Bowood circle) foi um amplo grupo internacional de escritores e figuras intelectuais do final do século XVIII reunidos em torno de Lord Shelburne, nomeado primeiro-ministro da Grã-Bretanha na década de 1780 na sua residência em Bowood House. Eles tinham em comum o interesse pela reforma política. Todos se conheceram em Bowood House, ou em Londres, e foram comparados a um laboratório de ideias.
As propostas do círculo foram veiculadas em Repository, escrito por Benjamin Vaughan, durante o ano de 1788.

## Terminologia
O patrocínio de Shelburne foi amplamente baseado, e não limitado a esse conjunto intelectual, também chamado de Grupo Bowood. O "círculo de Shelburne" pode ter uma referência mais ampla do que o círculo interno de Bowood. O chamado "Grupo Shelburne" pode se referir a uma facção de Whig Membros do Parlamento. O Círculo de Lansdowne, referenciando a ascensão de Shelburne no pariato de Conde de Shelburne a Marquês de Lansdowne, pode ser usado como sinônimo de "círculo de Bowood".
Um "círculo Bowood" posterior foi aquele em torno do 3.º Marquês de Lansdowne e Nassau Senior.

## Membros
Os membros associados ao círculo incluíam:
- Jeremy Bentham[9]
- Étienne Clavière[1]
- François D'Ivernois[1]
- Étienne Dumont[1]
- John Dunning[10]
- Thomas Jervis[11]
- Jacques-Antoine Duroveray[1]
- Preço Richard[1]
- Joseph Priestley[1]
- Samuel Romilly[1]
- Charles Stanhope, Lord Mahon[12]
- Benjamin Vaughan[1]

O grupo tinha alguns membros em comum com a Sociedade Lunar e o círculo de Roscoe, em Liverpool.